# Joan Francesc Simon i Delitala
Joan Francesc Simon i Delitala (l'Alguer 1762 - 1819) fou un teòleg i bibliòfil alguerès. Estudià a Sàsser i Càller i el 1784 es doctorà en teologia. El 1787 fou nomenat abat de Sant Miquel de Salvenero i de Santa Maria de Cea, el 1790 protonotari apostòlic, el 1793 consultor canonista del rei Víctor Amadeu III de Sardenya i el 1794 director del Col·legi dels Nobles de Càller.
Treballà per la reforma política de Sardenya i després de la revolta sarda de 1793, el 1796 es va exiliar a l'Alguer i a Florència. El 1797 fou acollit pel bisbe d'Esglésies després que fos exculpat de jacobinisme. Es retirà a l'Alguer i deixà escrits més de 200 sonets en italià i una Descrizione della Grotta di Porto Conte inacabada.